# Hermanos de la Inzera Velasco
Los hermanos de la Inzera Velasco, José Manuel y Francisco Ventura, fueron una pareja de entalladores y maestros retableros naturales de la localidad de Barrado en el valle del Jerte, provincia de Cáceres o afincados en ella, procedentes quizá de Cantabria. Junto con Francisco Antonio, hijo de uno de los dos hermanos de la Inzera Valasco y durante el siglo XVIII, y pese a la crisis artística que en ese tiempo tuvo lugar dentro de la diócesis de Plasencia debido a la presión de artistas foráneos, estos maestros produjeron desde su taller una prolífica serie de trabajos en forma de retablos que hoy en día pueden admirarse en iglesias de varias localidades de las provincias de Cáceres y Ávila.

## Obras artísticas

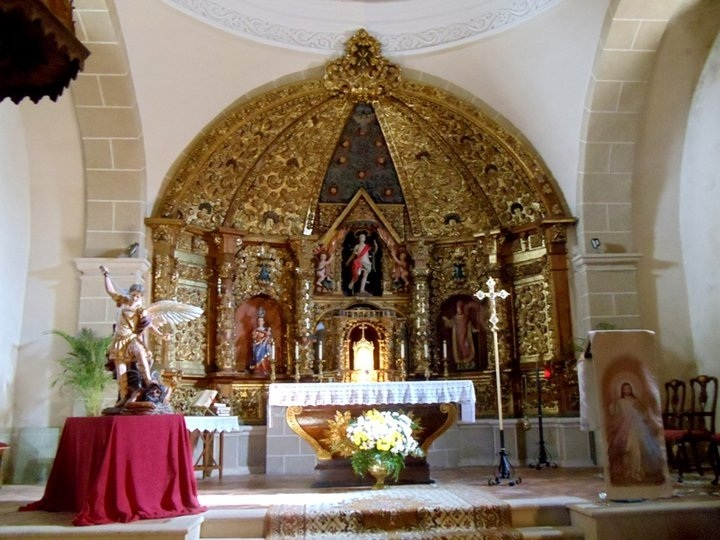
Retablo Mayor de la Iglesia de Barrado, obra de los hermanos de la Inzera Velasco

- Retablo de la iglesia de Nuestra Señora de la Asunción de Navaconcejo, construido en 1730
- Retablo mayor, trasaltar, camarín y prácticamente toda la ermita de Nuestra Señora de Sopetrán, en Jarandilla de la Vera, que debió ser construido entre 1747 y 1748.[4]
- Retablo mayor de la iglesia parroquial de San Sebastián, en Barrado, hacia mediados del siglo XVIII.
- Retablo de la iglesia de San Miguel, en Jaraíz de la Vera, construido entre 1751 y 1753.[5]
- Retablo de la iglesia parroquial de Arroyomolinos de la Vera, realizado entre los años 1754 y 1756
- Retablo y camarín de la iglesia parroquial de Jerte así como supervisión de los trabajos arquitectónicos de construcción de la misma, entre los años 1760 y 1762.[6]
- Retablos de Nuestra Señora de la Asunción y de san Antonio de Padua en la iglesia parroquial de Bohoyo, realizados en 1761.[7]
- Caja del órgano de la Iglesia parroquial de Barco de Ávila, fechado entre 1761 y 1763.[8]
- Caja del Órgano de la Iglesia de Garganta la Olla.
- Retablo colateral del Rosario en Cabezuela del Valle, hoy desaparecido.
- Retablo para la Cofradía del Rosario de Casas del Monte. No se conserva.
- Retablo para la parroquia de Losar de la Vera.
- Capilla de La Pasión en Serradilla.[9]

## Estilo artístico
Su arte evolucionó paulatinamente desde el barroco hasta unas sugestivas creaciones en estilo rococó.

## División del trabajo
Pese a que ambos hermanos trabajaban en un taller familiar y que tal idea hace pensar que ambos trabajases conjuntamente en el proceso creativo, parece desprenderse de los documentos y libros de cuentas que el maestro de maderas era José Manuel, mientras que su hermano Francisco Ventura se encargaba de los trabajos arquitectónicos.